# Microtus ochrogaster
Microtus ochrogaster är en däggdjursart som först beskrevs av Wagner 1842.  Microtus ochrogaster ingår i släktet åkersorkar och familjen hamsterartade gnagare. IUCN kategoriserar arten globalt som livskraftig. Inga underarter finns listade i Catalogue of Life.

## Utseende
Denna sork når en absolut längd av 130 till 150 mm, inklusive en 25 till 39 mm lång svans. Den har 15 till 17,5 mm långa bakfötter och 11 till 13 mm långa öron. Vikten varierar mellan 26 och 38 g.
Pälsen på ovansidan bildas av hår som är brun eller svart med gulbruna eller svarta spetsar. Så får ryggens päls ett spräckligt utseende. Enskilda exemplar kan vara helt gula, svarta eller vita (albino). Arten har så samma pälsfärg på ryggen som Microtus pennsylvanicus men bukens päls är inte silvergrå utan ljusbrun till vit. Den tydligaste skillnaden mellan arterna finns i konstruktionen av den tredje övre molaren. Nära händer och fötter förekommer hos Microtus ochrogaster blek brunaktig päls och svansen har samma färg förutom en mörkare strimma på toppen. Tandformeln är I 1/1 C 0/0 P 0/0 M 3/3, alltså 16 tänder.

## Utbredning och habitat
Arten förekommer i Nordamerikas prärier. Den når i norr södra Kanada och i syd norra New Mexico och Texas (USA). En population som fanns i östra Texas och Louisiana är troligen utdöd. Förutom i prärien hittas arten på jordbruksmark i kulliga områden eller i låga bergstrakter. Vissa populationer är bara sammanlänkade genom långsträckta korridorer som flodernas strandlinjer eller järnvägsbankar. Gräsmarkerna bildas vanligen av växter från släktet Andropogon, från släktet svinglar (Festuca), från släktet hundäxingar (Dactylis) eller av ängsgröe (Poa pratensis).

## Ekologi
Microtus ochrogaster bygger bon av växtdelar som göms under grenar som ligger på marken, i större gräsklumpar eller i underjordiska håligheter. Ibland skapas före vintern en hålighet i övergivna myrstackar. Individerna lever antingen som monogama par, som ensamma honor eller i flockar som kan ha upp till 21 medlemmar. Sorken stannar vanligen i ett område som är 100 m² stort men hos enskilda exemplar kan territoriet vara 1000 m² stort.
Denna gnagare äter främst växtdelar som gräs och örter som kompletteras med några insekter. När den hittar underjordiska tunnlar gnager den även på rötter. Microtus ochrogaster kan vara dag- och nattaktiv och den håller ingen vinterdvala. Den letar främst under skymningen och gryningen efter föda.
Honor kan bli brunstiga oberoende av årstiden (gäller populationer i sydliga trakter). De har flera kullar per år. Dräktigheten varar 20 till 23 dagar och oftast föds tre eller fyra ungar per kull. Ibland består kullen av en eller av upp till sju ungar. Båda föräldrar och ibland även äldre syskon deltar i ungarnas uppfostring. Individerna blir efter 5 till 6 veckor könsmogna. De flesta stannar i föräldrarnas bo eller etablerar sitt bo tät intill. Några ungdjur flyttar en sträcka av cirka 30 meter.
Microtus ochrogaster går vanligen på marken och den kan klättra i växtlighetens låga delar. Arten har dessutom bra simförmåga. När underjordiska bon grävs så är de vanligen korta och de ligger tät under markytan. I sällsynta fall kan tunnlar vara 31 meter långa och ibland ligger boets kammare 92 cm under markytan. Större bon kan dessutom ha flera förgreningar.
Förutom pipande läten har arten ett varningsrop i ultraljud.
Sorken har flera naturliga fiender som prärievarg, grävlingar, tvättbjörn, rödlo, rävar, mårddjur, rovdjur och ormar. Ibland faller den offer för gräshoppsmöss och för näbbmöss av släktet Blarina. De flesta exemplar lever därför inte längre än 10 veckor. Några individer blir i naturen ett år gammal och i fångenskap kan Microtus ochrogaster leva 35 månader.